# Alessandro Lami
Alessandro Lami (Rosignano Marittimo, 27 de gener de 1949 - 8 de març de 2015) va ser un filòleg clàssic italià. Les seves àrees d'especialització inclouen la història de la filosofia grega, la història de medicina grega i el Corpus hipocràtic. El seu treball, amb comentari i traducció, sobre el tractat galeànic De opinionibus propriis, es considera el millor.

## Trajectòria
Fill de l'obrer Pietro Lami i de la seva esposa Rina Colombini, va a créixer a Castiglioncello i va formar-se en llatí i grec clàssic al Liceo Classico "Niccolini Guerrazzi" a Liorna, on va conèixer per primer cop a la seva esposa, Elisabetta Piccioni.
Després d'haver rebut una beca per la Scuola Normale Superiore, va finalitzar els seus estudis a la Universitat de Pisa, on el seu mentor acadèmic va ser Vincenzo di Benedetto. Allà va ensenyar literatura grega, primer com a professor ajudant, i després com a professor associat.
Va continuar amb la seva investigació fins poc abans de la seva mort, col·laborant amb Galenos, una revista de filologia sobre medicina dirigida pel seu amic i company de treball Ivan Garofalo.
Va morir el 8 de març de 2015 amb la seva esposa al costat. Les seves cendres descansen al mar de Castiglioncello.